# Arrondissement de Châteaubriant
L'arrondissement de Châteaubriant est une ancienne division administrative de la France, située dans le département de la Loire-Atlantique en région Pays de la Loire. 
Créé en 1800, au début de la période du Consulat (1799-1804), cet arrondissement fusionne en 2017 avec l'arrondissement d'Ancenis, dans le cadre de l'arrondissement de Châteaubriant-Ancenis, dont la sous-préfecture est placée à Châteaubriant.

## Histoire
Durant la Révolution française, la commune de Châteaubriant est chef-lieu de district de 1790 (création des districts par l'Assemblée nationale constituante) à 1795 (suppression des districts par la constitution de l'an III établie par la Convention nationale). 
En 1800, le Premier Consul Napoléon Bonaparte rétablit une division entre département et canton, l'arrondissement, siège d'un nouveau fonctionnaire, le sous-préfet. L'arrondissement de Châteaubriant est créé dès cette date.
Il disparait le 1er janvier 2017 lorsque l'arrondissement de Châteaubriant-Ancenis entre en vigueur.

## Composition en 2016
La liste suivante est constituée selon le code officiel géographique de l'Insee.

| Nom                       | Code Insee | Intercommunalité        | Superficie (km2) | Population (dernière pop. légale) | Densité (hab./km2) |
| ------------------------- | ---------- | ----------------------- | ---------------- | --------------------------------- | ------------------ |
| Châteaubriant (chef-lieu) | 44036      | CC Châteaubriant-Derval | 33,62            | 12 231 (2022)                     | 364                |
| Abbaretz                  | 44001      | CC de Nozay             | 61,76            | 2 052 (2022)                      | 33                 |
| Avessac                   | 44007      | CA Redon Agglomération  | 76,49            | 2 451 (2022)                      | 32                 |
| Blain                     | 44015      | CC du Pays de Blain     | 101,72           | 10 352 (2022)                     | 102                |
| Bouvron                   | 44023      | CC du Pays de Blain     | 47,63            | 3 067 (2022)                      | 64                 |
| Casson                    | 44027      | CC d'Erdre et Gesvres   | 16,15            | 2 600 (2022)                      | 161                |
| La Chapelle-Glain         | 44031      | CC Châteaubriant-Derval | 34,5             | 811 (2022)                        | 24                 |
| La Chevallerais           | 44221      | CC du Pays de Blain     | 10,23            | 1 559 (2022)                      | 152                |
| Conquereuil               | 44044      | CA Redon Agglomération  | 32,87            | 1 072 (2022)                      | 33                 |
| Derval                    | 44051      | CC Châteaubriant-Derval | 63,51            | 3 578 (2022)                      | 56                 |
| Erbray                    | 44054      | CC Châteaubriant-Derval | 58,18            | 3 062 (2022)                      | 53                 |
| Fay-de-Bretagne           | 44056      | CC d'Erdre et Gesvres   | 64,81            | 3 852 (2022)                      | 59                 |
| Fégréac                   | 44057      | CA Redon Agglomération  | 44,18            | 2 257 (2022)                      | 51                 |
| Fercé                     | 44058      | CC Châteaubriant-Derval | 22,04            | 502 (2022)                        | 23                 |
| Le Gâvre                  | 44062      | CC du Pays de Blain     | 53,58            | 1 880 (2022)                      | 35                 |
| Grand-Auverné             | 44065      | CC Châteaubriant-Derval | 34,4             | 770 (2022)                        | 22                 |
| La Grigonnais             | 44224      | CC de Nozay             | 21,22            | 1 815 (2022)                      | 86                 |
| Guémené-Penfao            | 44067      | CA Redon Agglomération  | 105,51           | 5 242 (2022)                      | 50                 |
| Héric                     | 44073      | CC d'Erdre et Gesvres   | 73,93            | 6 528 (2022)                      | 88                 |
| Issé                      | 44075      | CC Châteaubriant-Derval | 38,66            | 1 825 (2022)                      | 47                 |
| Jans                      | 44076      | CC Châteaubriant-Derval | 33,21            | 1 381 (2022)                      | 42                 |
| Juigné-des-Moutiers       | 44078      | CC Châteaubriant-Derval | 24,65            | 327 (2022)                        | 13                 |
| Louisfert                 | 44085      | CC Châteaubriant-Derval | 18,16            | 949 (2022)                        | 52                 |
| Lusanger                  | 44086      | CC Châteaubriant-Derval | 35,38            | 1 064 (2022)                      | 30                 |
| Marsac-sur-Don            | 44091      | CC Châteaubriant-Derval | 27,68            | 1 529 (2022)                      | 55                 |
| Massérac                  | 44092      | CA Redon Agglomération  | 18,78            | 670 (2022)                        | 36                 |
| La Meilleraye-de-Bretagne | 44095      | CC Châteaubriant-Derval | 27,63            | 1 587 (2022)                      | 57                 |
| Moisdon-la-Rivière        | 44099      | CC Châteaubriant-Derval | 50,43            | 1 964 (2022)                      | 39                 |
| Mouais                    | 44105      | CC Châteaubriant-Derval | 9,93             | 356 (2022)                        | 36                 |
| Nort-sur-Erdre            | 44110      | CC d'Erdre et Gesvres   | 66,56            | 9 448 (2022)                      | 142                |
| Notre-Dame-des-Landes     | 44111      | CC d'Erdre et Gesvres   | 37,4             | 2 335 (2022)                      | 62                 |
| Noyal-sur-Brutz           | 44112      | CC Châteaubriant-Derval | 7,71             | 579 (2022)                        | 75                 |
| Nozay                     | 44113      | CC de Nozay             | 57,7             | 4 280 (2022)                      | 74                 |
| Petit-Auverné             | 44121      | CC Châteaubriant-Derval | 22,53            | 437 (2022)                        | 19                 |
| Petit-Mars                | 44122      | CC d'Erdre et Gesvres   | 25,97            | 3 865 (2022)                      | 149                |
| Pierric                   | 44123      | CA Redon Agglomération  | 27,3             | 1 011 (2022)                      | 37                 |
| Plessé                    | 44128      | CA Redon Agglomération  | 104,38           | 5 281 (2022)                      | 51                 |
| Puceul                    | 44138      | CC de Nozay             | 20,09            | 1 124 (2022)                      | 56                 |
| Rougé                     | 44146      | CC Châteaubriant-Derval | 56,32            | 2 152 (2022)                      | 38                 |
| Ruffigné                  | 44148      | CC Châteaubriant-Derval | 33,63            | 705 (2022)                        | 21                 |
| Saffré                    | 44149      | CC de Nozay             | 57,46            | 4 075 (2022)                      | 71                 |
| Saint-Aubin-des-Châteaux  | 44153      | CC Châteaubriant-Derval | 47,56            | 1 749 (2022)                      | 37                 |
| Saint-Julien-de-Vouvantes | 44170      | CC Châteaubriant-Derval | 25,6             | 963 (2022)                        | 38                 |
| Saint-Mars-du-Désert      | 44179      | CC d'Erdre et Gesvres   | 30,46            | 5 435 (2022)                      | 178                |
| Saint-Nicolas-de-Redon    | 44185      | CA Redon Agglomération  | 22,32            | 3 304 (2022)                      | 148                |
| Saint-Vincent-des-Landes  | 44193      | CC Châteaubriant-Derval | 33,7             | 1 527 (2022)                      | 45                 |
| Sion-les-Mines            | 44197      | CC Châteaubriant-Derval | 54,71            | 1 658 (2022)                      | 30                 |
| Soudan                    | 44199      | CC Châteaubriant-Derval | 53,82            | 1 965 (2022)                      | 37                 |
| Soulvache                 | 44200      | CC Châteaubriant-Derval | 11,27            | 339 (2022)                        | 30                 |
| Les Touches               | 44205      | CC d'Erdre et Gesvres   | 35,15            | 2 619 (2022)                      | 75                 |
| Treffieux                 | 44208      | CC de Nozay             | 19,12            | 976 (2022)                        | 51                 |
| Vay                       | 44214      | CC de Nozay             | 36,13            | 2 084 (2022)                      | 58                 |
| Villepot                  | 44218      | CC Châteaubriant-Derval | 20,59            | 687 (2022)                        | 33                 |

## Démographie
| 1962   | 1968   | 1975   | 1982    | 1990    | 1999    |
| ------ | ------ | ------ | ------- | ------- | ------- |
| 96 173 | 95 906 | 95 102 | 100 171 | 101 436 | 102 392 |

| 2006    | 2007    | 2008    | 2009    | 2010    | 2011    |
| ------- | ------- | ------- | ------- | ------- | ------- |
| 115 198 | 117 398 | 119 242 | 121 443 | 123 322 | 124 849 |

| 2013    | - | - | - | - | - |
| ------- | - | - | - | - | - |
| 127 917 | - | - | - | - | - |

## Liste des sous-préfets
| Période           | Période           | Identité                      | Fonction précédente                                                         | Observation |
| ----------------- | ----------------- | ----------------------------- | --------------------------------------------------------------------------- | --- |
|                   |                   |                               |                                                                             | |
| 1er mai 1815      | 10 août 1830      | Édouard Lorois                |                                                                             | Nommé préfet du Morbihan |
|                   |                   |                               |                                                                             | |
| 7 juillet 1841    | 8 février 1845    | Eugène Heulhard de Montigny   | Sous-préfet de Bar-sur-Aube                                                 | |
|                   |                   |                               |                                                                             | |
| 27 décembre 1871  | 1er août 1873     | Jean Bertereau                | Sous-préfet de Saint-Affrique                                               | Nommé préfet des Côtes-du-Nord |
| 1er août 1873     | 15 décembre 1875  | Guy de Lasteyrie du Saillant  | Sous-préfet de Loudéac                                                      | Nommé sous-préfet d'Étampes |
|                   |                   |                               |                                                                             | |
| 21 février 1877   | 31 mai 1877       | Raymond Michel                | Sous-préfet de Lectoure                                                     | Révoqué après la crise du 16 mai 1877. Nommé sous-préfet de Carpentras                                                               |
| 30 décembre 1877  | 2 décembre 1879   | Christophe Leroy              | Sous-préfet de Chinon                                                       | Nommé secrétaire général de la préfecture des Alpes-Maritimes                                                                        |
| 2 décembre 1879   | 12 janvier 1880   | Charles Boraud                | Sous-préfet de Jonzac                                                       | Nommé sous-préfet de Gien |
| 12 janvier 1880   | 4 avril 1883      | Jules Guignard                |                                                                             | Nommé sous-préfet de Lorient |
| 4 avril 1883      | 12 février 1890   | Charles Marais                | Rédacteur auxiliaire au ministère des finances                              | Nommé secrétaire général de la préfecture de l'Hérault                                                                               |
| 12 février 1890   | 6 juillet 1895    | André Viret                   | Sous-préfet de Sartène                                                      | Nommé sous-préfet de Bressuire |
| 6 juillet 1895    | 13 septembre 1897 | André Perreymond              | sous-préfet de Lombez                                                       | Nommé sous-préfet de Gien |
| 13 septembre 1897 | 9 février 1900    | Pierre Monsservin             | Sous-préfet d'Ambert                                                        | Nommé sous-préfet de Moûtiers |
| 9 février 1900    | 9 septembre 1902  | Albert Henry                  | Sous-préfet de Semur                                                        | Nommé sous-préfet de Grasse |
| 9 septembre 1902  | 26 février 1907   | Michel Lavigne                | Sous-préfet de Gannat                                                       | Nommé sous-préfet de Cosne |
| 26 février 1907   | 13 octobre 1907   | Alphonse Blachon              | Sous-préfet de Castellane                                                   | Nommé sous-préfet d'Ussel |
| 13 octobre 1907   | 6 novembre 1909   | Augustin Beaugitte            | Sous-préfet d'Ussel                                                         | Nommé secrétaire général de la préfecture de l'Oise                                                                                  |
| 6 novembre 1909   | 8 novembre 1914   | Paul Roux                     | Sous-préfet de Corte                                                        | Mobilisé pour la guerre |
| 8 novembre 1914   | 4 mars 1920       | Georges Rogé                  | Conseiller de préfecture des Bouches-du-Rhône                               | Mis à la disposition du président du Conseil pour le service général d'Alsace et Lorraine,                                           |
| 4 mars 1920       |                   | Charles de Susini             | sous-préfet d'Embrun                                                        | Mort en fonction |
| 8 septembre 1923  | 11 octobre 1924   | François de tomeï             | Sous-préfet de Bar-sur-Aube                                                 | Retraite |
| 11 octobre 1924   | 9 août 1929       | Eugène Tougé                  | Chef de cabinet du préfet de la Loire-Inférieure                            | Nommé secrétaire général de la préfecture d'Indre-et-Loire                                                                           |
| 9 août 1929       | 18 mai 1933       | Marcel Filuzeau               | Attaché à la préfecture de la Charente-Inférieure                           | Nommé sous-préfet de Châteaulin |
| 18 mai 1933       | 17 octobre 1933   | Jean Poitevin                 | Attaché au cabinet du ministre des colonies                                 | Nommé secrétaire général de la préfecture de l'Orne                                                                                  |
| 17 octobre 1933   | 30 octobre 1936   | Pierre Arnaud                 | Rédacteur principal à l'Administration centrale du ministère de l'Intérieur | Nommé sous-préfet de Sétif à Constantine en Algérie française                                                                        |
|                   |                   |                               |                                                                             | |
| 26 décembre 1939  | 18 décembre 1941  | Bernard Lecornu               | Chef de cabinet du préfet du Morbihan                                       | Nommé sous-préfet de Saint-Nazaire                                                                                                   |
|                   |                   |                               |                                                                             | |
| 8 février 1944    | 13 décembre 1944  | René Dijoud                   | Secrétaire général de la préfecture du Lot                                  | Nommé sous-préfet de Mamers |
|                   |                   |                               |                                                                             | |
| 10 janvier 1951   | 11 février 1952   | François Bourgin              | Vice-président du conseil ministre de l'intérieur                           | Nommé directeur de cabinet du préfet de la Gironde                                                                                   |
|                   |                   |                               |                                                                             | |
| 20 juin 1959      | 11 mai 1963       | Julien Vincent                | Secrétaire général de Batna en Algérie française                            | Nommé secrétaire général de la préfecture de l'Allier                                                                                |
|                   |                   |                               |                                                                             | |
| 26 décembre 1969  | 15 mai 1975       | Gabriel Labrunie              | Sous-préfet de Saumur                                                       | Nommé sous-préfet de La Flèche |
|                   |                   |                               |                                                                             | |
|                   | 15 novembre 1994  | Janine Chassagne              |                                                                             | Nommée secrétaire général de la préfecture de la Vienne                                                                              |
| 8 décembre 1994   | 21 août 2001      | Hugues Charette de la Contrie | Sous-préfet de Sarrebourg                                                   | Retraite |
| 27 novembre 2001  | 2 juillet 2004    | Jean-Bernard Bobin            |                                                                             | Nommé secrétaire général de la préfecture de Vaucluse                                                                                |
| 19 août 2004      | 30 mai 2006       | Jean Guillaume                | Sous-préfet d'Abbeville                                                     | Nommé sous-préfetors cadre |
| 11 mai 2006       | 13 décembre 2010  | Jean-Philippe Trioulaire      | Sous-préfet de Romorantin-Lanthenay                                         | Nommé sous-préfet de Charolles |
| 13 décembre 2010  | 14 mars 2014      | Pascal Zingraff               | Secrétaire général de la préfecture de l'Aude                               | Nommé sous-préfet de Forcalquier |
| 14 mars 2014      | 21 novembre 2016  | Véronique Schaaf              | Sous-préfète de Châtellerault                                               | Nommée sous-préfète hors cadre |
| 21 novembre 2016  | 18 octobre 2019   | Mohamed Saadallah             | Sous-préfet de Molsheim                                                     | Dernier sous-préfet de Chateaubriant, et devient sous-préfet de Châteaubriant-Ancenis le 1 janvier 2017. Nommé sous-préfet de Cholet |